# 順德聯誼總會李兆基中學
順德聯誼總會李兆基中學（英語：Shun Tak Fraternal Association Lee Shau Kee College）是一所位處於葵青區的資助男女中學。創校於 1978年，校訓是「文、行、忠、信」，現在的辦學團體是順德聯誼總會，現任校監為盧浩宏先生，校長為楊文德博士。學生毋須繳付學費。根據過往學校公開的文憑試(DSE)成績和資料推算，順德聯誼總會李兆基中學的級別(Banding)是屬於Band 1C。

## 辦學宗旨

### 學校使命
以校訓：文、行、忠、信作為施教綱目，以博學多聞、敦品勵行、盡忠職守、誠實不欺等四教薰陶教導學生，培育學生五育並重，於德、智、體、群、美均衡發展，使其將來成為有文化、具學識、富高尚情操，並熱心服務社會、為國家貢獻力量的良好公民。

### 辦學理念
培育品學兼優、精通兩文三語、出類拔萃之學生，令學生學會學習、獨立思考、樂於欣賞、享受閱讀，於和諧、開放、接納、關懷的校園氣氛中發揮潛能，追求卓越。

### 學校願景
共建一個和睦融洽的群體，在老師、職工和同學互相關懷、互相學習的氛圍下，讓學生能有效地進德修業、發展潛能並拓寬視野。而師生則共同建構一個學習型組織。

### 校訓
文、行、忠、信出自《論語‧述而篇》，曰：「子以四教，文、行、忠、信」。

## 學校概況

### 校舍設備
有禮堂、多媒體教室、多用途教學室、校園影音室、英語活動學習中心、電腦室、視覺藝術室、實驗室、操場、圖書館、會議室、社工輔導室、中藥園、創新科技實驗室暨設計與科技工作室、廿五公尺室外泳池、校園無線網絡及互聯網設施等。

### 學生學習和教學
1. 除中文、中史、普通話、公民與社會發展科外，該校各科均以英語授課。早會、週會、水運會、陸運會及所有全校性活動亦以英語舉行，每年均舉行及鼓勵同學參與學好英語的活動。
2. 各科照顧學生的多樣性，多元化的教學策略，如電子教學、合作學習等，以促進學生的學習效能。
3. 教師專業，課堂教學互動。教師積極參與專業交流和進修。

### 班級編制及學生人數
全校共開設二十四班，分別為中一至中六級各四班。

### 學社
該校的四學社以校訓為名：
| 社名 （英文社名）     | 社色 |
| --------------------- | ---- |
| 文社 （Red House）    | 紅色 |
| 行社 （Yellow House） | 黃色 |
| 忠社 （Green House）  | 綠色 |
| 信社 （Blue House）   | 藍色 |

### 校風
締造和諧、開放、接納、關懷的學校氛圍，以培養富愛心、能自律、勤治學、慎思辨、擅溝通、敢承擔、肯創新、有遠見、具胸襟、懂欣賞之新一代。
鼓勵同學關心社會，服務社群，對社會中不幸的人關懷，對惡化中的自然環境關懷。我們並加強高年級同學以身作則之意識，以提升其領袖才能；並對低年級同學起典範作用。

### 現任學生會
學生會內閣為：Griffin

## 重要人員
- 主要捐助人：李兆基、翁祐、梁昇
- 校監：盧浩宏先生
- 副校監：張霆邦先生

### 歷任校長
1. 曾幹雄（署理，任期：1978）
2. 崔康常（任期：1978－1995）
3. 曾日明（任期：1996－2012）
4. 鄧卓莊（任期：2012－2020）
5. 張巧欣（任期：2020－2024）
6. 楊文德（任期：2024－）

### 現任副校長
- 梁建平先生
- 劉順敏女士
- 温國榮先生

### 現任助理校長
- 高家淇女士
- 尹仲林先生
- 許俊江先生

## 學校歷史
- 創校時，中一級共設12班。由於校舍未能如期在1978年9月1日竣工，校方遂借用鄰近葵盛東邨的香港道教聯合會鄧顯紀念學校四個月。直到1979年初，才遷回現址。

#### 1978至1981年度
- 成立獎學金制度。
- 成立四社：文、行、忠、信。
- 第一屆陸運會在葵涌運動場舉行。
- 第一屆水運會於葵盛泳池舉行，由保良局主席兼順德聯誼總會永遠名譽會長趙振邦先生主禮。
- 舉辦第一屆社際長跑比賽。
- 開設第一屆中四課程。

#### 1982至1983學年
- 該校成為政府津貼中學。
- 同年，該校游泳池獲贊助興建並開始動工。相關工程於翌年完成，並興建了電腦實驗室及語言實驗室。

#### 1988至1989學年
- 1988年11月11日舉行十周年校慶暨開放日典禮。

#### 1989至1990學年
- 第一屆學生會成立

#### 1992至1993學年
- 李兆基博士慨捐三百萬元為禮堂、全校課室及特別室安裝冷氣設備。
- 中國奧運游泳金牌得主莊泳曾探訪學校，並於校內泳池即場示範泳術。

#### 1995至1996學年
- 各個課室順利完成安裝視聽器材。

#### 1998-1999學年
- 香港實施中學教學語言指引，該校成功申請成為香港英文中學。同年，本部教學大樓增建一層。

#### 2003-2004學年
- 2004年4月16日舉行銀禧校慶暨開放日典禮。
- 第一屆校友會周年會員大會舉行。

#### 2004-2005學年
- 學校奪得香港創意思維活動競賽冠軍，並獲邀代表香港參加於美國科羅拉多大學博爾德分校舉行的創意思維世界賽，得全球第十。

#### 2006-2007學年
- 該校資訊科技組舉行名為「FRUIT」（Fund Raising Upgrading Information Technology）籌款活動，藉以爭取得到教育局批出全資基金以更換校內所有電腦。2007學年，更換電腦。
- 李兆基博士慷慨捐款支持擴建校舍。

#### 2007-2008學年
- 著名企業家和慈善家田家炳先生到訪學校。

#### 2008-2009學年
- 該校的校慶年。校方以「三十而立，喜迎新高」及「三不朽：立德．立功．立言」作為校慶年的目標口號。
- 李兆基博士及教育局孫明揚局長聯袂主禮並為圖書館大樓(李博士慨捐興建)揭幕。
- 香港創意思維活動競賽榮膺冠軍，並代表香港參加世界賽。

#### 2011-2012學年
- 同學於創意思維活動競賽中在所屬組別和題目獲全場總冠軍、最佳風格獎及最具創意獎，挾三殊榮於美國舉行之世界賽更勇奪冠軍。

#### 2013-2014學年
- 35周年校慶水運會舉行「兆基飛魚，鯉躍龍門」項目。
- 35周年校慶陸運會舉行「千人同行，協力同心」項目。

#### 2015-2016學年
- 李兆基博士慨捐二百八十萬元及校友慨捐七十萬元，更新學校資訊科技設施。

#### 2018-2019學年
- 2018年11月29日舉行「四十周年校慶典禮」。

#### 2022-2023學年
- 創新科技中心 (STEM Innovation Centre)啟用。

#### 2023-2024學年
- 舉行「45周年校慶典禮」， 以「四十五載立德樹人，以愛育愛攜手同行」作為口號。
- 「兆基中藥園」啟用。

## 校友
- 林一鳴：香港財經界人物
- 盤翠瑩：前無綫電視新聞女主播
- 趙勁皓：香港籃球運動員、模特兒及演員
- 陳凱詠：歌手
- 楊霈霖：香港女子羽毛球運動員[11]（2013年至2014年中一）
- 喬星（蘇偉健）：香港填詞人、第14屆十大再生勇士
- 嚴崇天：香港男藝人、前有線娛樂新聞台主播
- 林绍波：国泰航空集团行政总裁